# (1615) Bardwell
(1615) Bardwell es un asteroide perteneciente al cinturón de asteroides descubierto por el equipo del Indiana Asteroid Program de la universidad de Indiana el 28 de enero de 1950 desde el observatorio Goethe Link de Brooklyn, Estados Unidos.

## Designación y nombre
Bardwell fue designado al principio como 1950 BW.
Más tarde se nombró en honor del astrónomo estadounidense Conrad M. Bardwell (1926-2010).

## Características orbitales
Bardwell orbita a una distancia media del Sol de 3,121 ua, pudiendo alejarse hasta 3,677 ua y acercarse hasta 2,566 ua. Tiene una inclinación orbital de 1,688° y una excentricidad de 0,178. Emplea en completar una órbita alrededor del Sol 2014 días.